# Héraclide d'Érythrées
Pour les articles homonymes, voir Héraclide.
Héraclide d'Érythrées (en grec ancien Ἡρακλείδης) est un médecin d’Érythrées en Ionie, membre de l’école hérophiléenne, élève de Chrysermos, compatriote d’Apollonios, contemporain de Strabon (fl. -70 - 30).

## Notice historique
Natif d’Érythrées, Claude Galien l’appelle « l’élève le plus distingué » de Chrysermos et cite un ouvrage Sur l’école de Hérophile en au moins sept livres. Il est l'auteur d'un commentaire sur le deuxième, le troisième et le sixième livre d’Hippocrate de Cos ; ses ouvrages ont disparu, mais un fragment est connu, dans lequel il critique la théorie sur le pouls donnée par son maître.